# زمین‌لرزه ورانتسئا
زمین‌لرزه ورانتسئا ممکن است به یکی از موارد زیر اشاره داشته باشد:
- زمین‌لرزه ۱۹۴۰ ورانتسئا
- زمین‌لرزه ۱۹۷۷ ورانتسئا
- زمین‌لرزه ۱۹۸۶ ورانتسئا